# Heilig Blut (Umrathshausen)

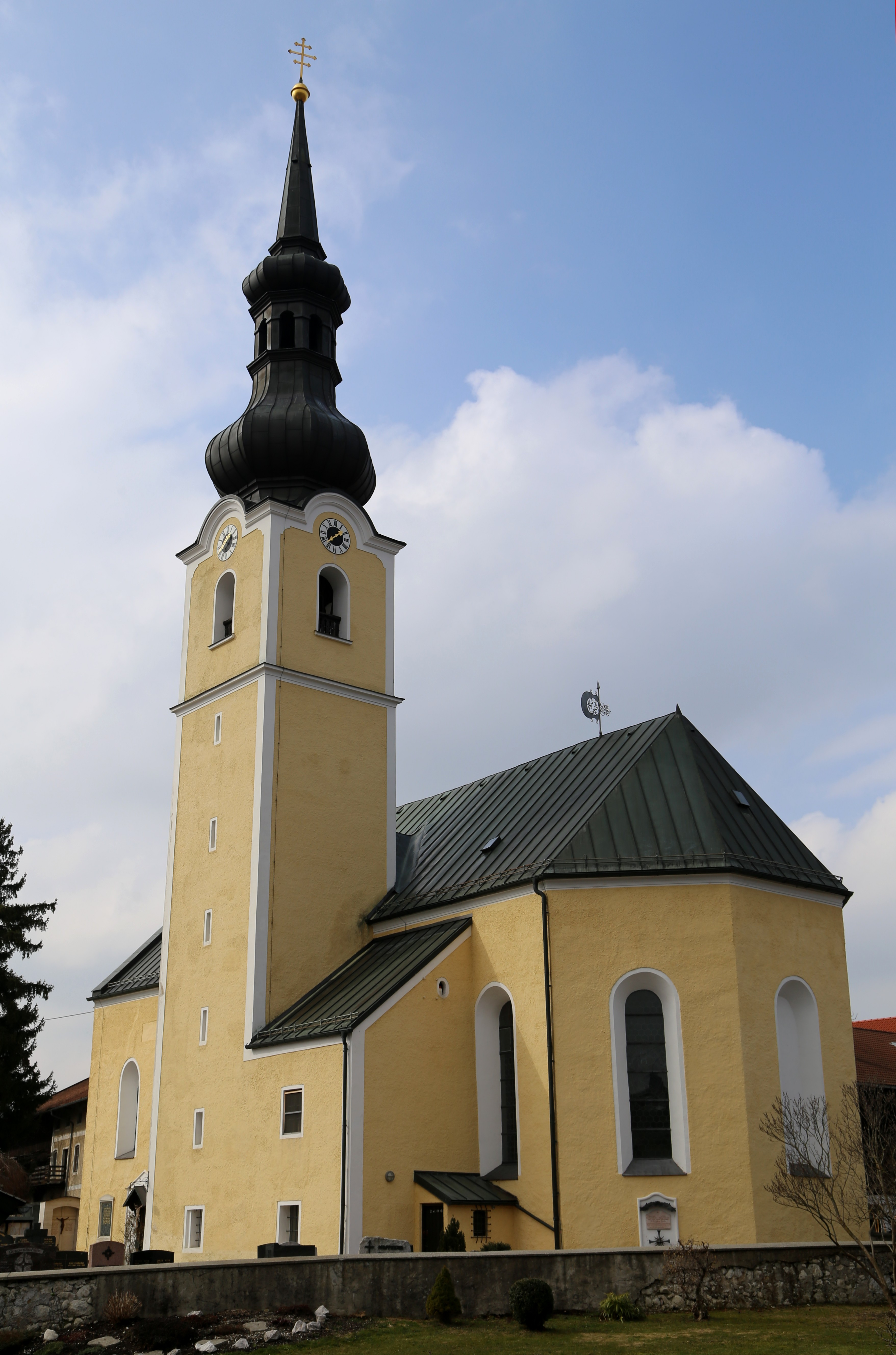
Heilig Blut in Umrathshausen

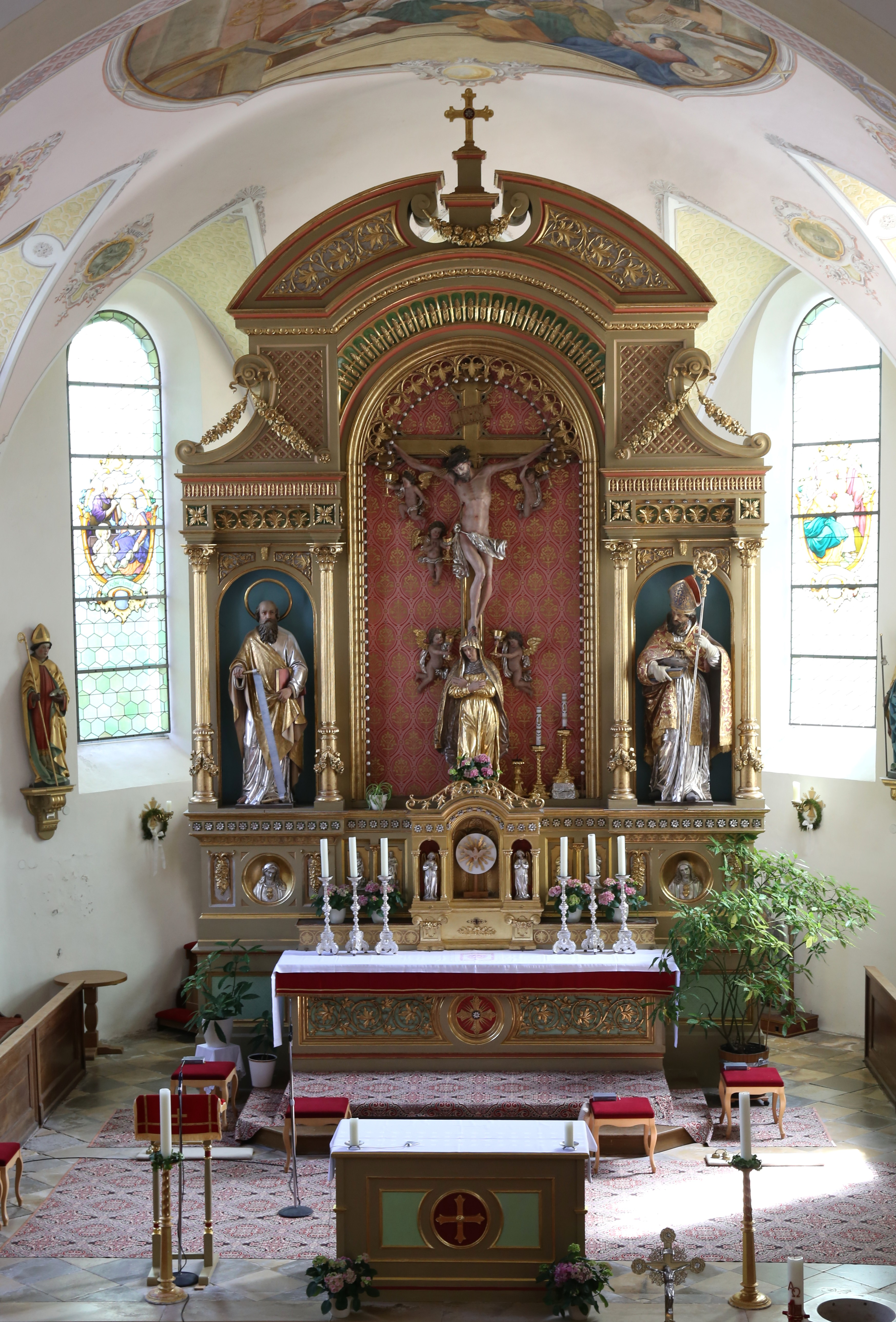
Hochaltar

Die römisch-katholische Filialkirche und ehemalige Wallfahrtskirche Heilig Blut steht in Umrathshausen, einem Gemeindeteil von Frasdorf im oberbayerischen Landkreis Rosenheim. Sie ist in der Liste der Baudenkmäler in Frasdorf unter der Nr. D-1-87-132-49 eingetragen. Die Kirche gehört zum Dekanat Rosenheim im Erzbistum München und Freising.

## Geschichte
Erstmals urkundlich erwähnt ist die Kirche in Umrathshausen im Jahr 1365; Schutzpatron war der heilige Ulrich. Gemäß mündlicher Überlieferung besaß diese Kirche eine in einem goldenen Gefäß aufbewahrte Reliquie, nach dem Glauben Tropfen des Blutes Jesu, zu der viele Menschen pilgerten und nach der die Kirche im Laufe der Jahre als Wallfahrtsstätte benannt wurde. Während einer kriegerischen Auseinandersetzung sollen drei Männer die Reliquie zum Schutz vor Plünderungen vergraben haben. Die Männer aber seien getötet worden, sodass das kostbare Reliquiar nie gefunden wurde.
Die spätgotische Saalkirche wurde um 1470 erbaut. Die Kirche besteht aus dem Langhaus, dem eingezogenen, dreiseitig geschlossenen Chor im Osten, einer Sakristei an der Südwand des Chors mit einem Oratorium im Obergeschoss und dem Kirchturm. Der Turm steht in der Südwestecke von Langhaus und Sakristei. Ein Vorbau mit dem Portal befindet sich seit 1678 an der Fassade im Westen. Der Innenraum wurde ab 1680 und 1749 barock umgestaltet.
Am 22. Juni 1825 stürzte der alte Turm ohne ersichtlichen Grund in sich zusammen, wobei die zwei Glocken kaum beschädigt und neben der Kirche in einem Gerüst zum Läuten aufgehängt wurden. Der neue Turm wurde in den Jahren 1827 bis 1830 gebaut und die  Glocken kamen wieder in den Turm hinein. Am 18. September 1898 brach ein Feuer aus und zerstörte die Haube des Turms und das Dach der Kirche. 1899 wurde das Dach wiederhergestellt und der Turm erhielt 1900 die Welsche Haube.

## Altar und Gemälde
Der Hochaltar wurde 1872/73 von Balthasar Kraft gebaut. Das Retabel ist in drei rundbogige Nischen gegliedert, eine große in der Mitte und je eine kleinere zwischen zwei Säulen an den Seiten. Den Abschluss bildet ein segmentförmiger Giebel. In die mittlere Nische wurde eine Figurengruppe aus dem vorhergehenden Hochaltar übernommen. Es ist Jesus am Kreuz, aus dessen Wunden Blut fließt, das von Engeln aufgefangen wird. Am Fuß des Kreuzes steht die Mater Dolorosa, die Mutter Jesu. Die Statuen in den seitlichen Nischen stellen den heiligen Petrus und den heiligen Ulrich von Augsburg dar.
Die Deckenmalerei gestaltete 1749 Joseph Adam von Mölk. Im Langhaus griff er das Thema der Darstellung im Hochaltar auf und stellte das Kirchenpatrozinium Heilig Blut dar, das zum Segen auf die im 18. Jahrhundert bekannten vier Erdteile fließt. Das Gemälde über dem Chor zeigt den kleinen Jesus mit seinen Eltern zur Beschneidung im Tempel. Das Schwert in Mariens Brust deutet auf die Worte des Propheten Simeon hin, der ihr im Hinblick auf alles, was sie durchleben werde, sagte: „… und deine Seele wird ein Schwert durchdringen.“ (Lk 2,35 ) 

## Orgel

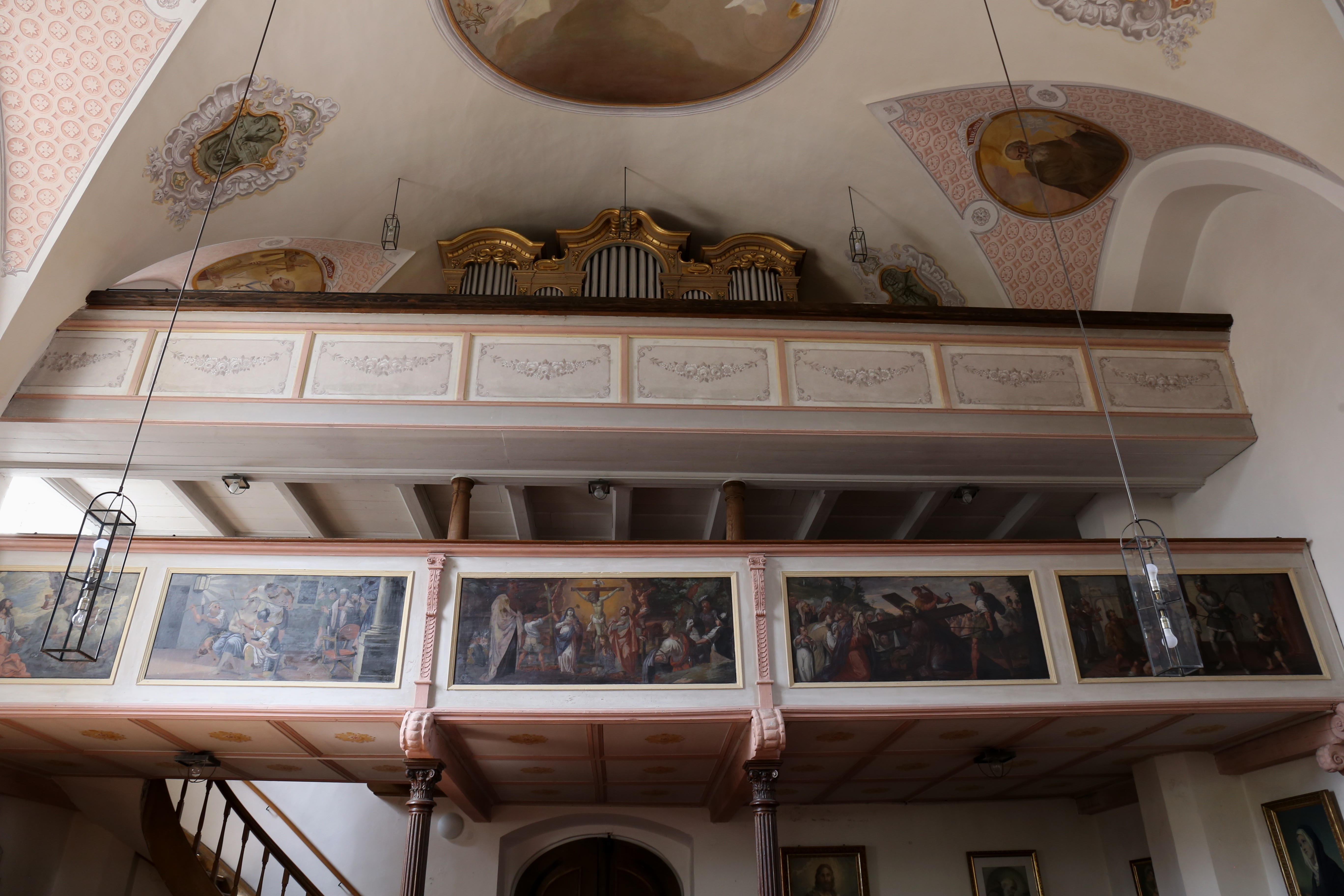
Emporen mit Orgel

Die Orgel mit neun Registern, verteilt auf einem Manual und Pedal, wurde 1900 von Josef Hackl gebaut. Die Disposition des rein mechanischen Kegelladen-Instruments lautet:
| Manual C–f3    |       |
| Principal      | 8′    |
| Gamba          | 8′    |
| Gedeckt        | 8′    |
| Salicional     | 8′    |
| Octav          | 4′    |
| Flöte traverse | 4′    |
| Mixtur IV      | 2 ⁄3′ |

| Pedal C–d1 |     |
| Subbass    | 16′ |
| Octavbass  | 08′ |

- Koppel: Pedalkoppel